# Carlo Magini

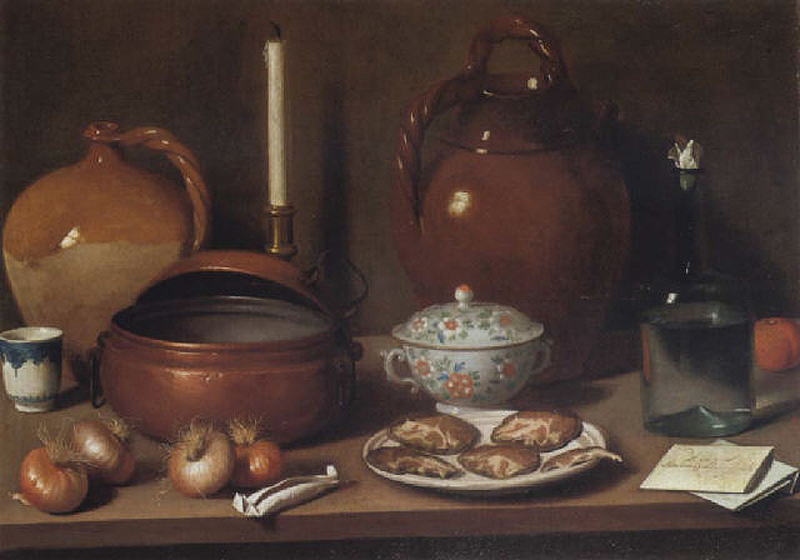
Martwa natura z cebulą, salcesonem i listem

Carlo Magini (ur. 16 września 1720 w Fano, w regionie Marche, zm. 3 lipca 1806 tamże) – włoski malarz, specjalizujący się w malarstwie portretowym i martwych naturach.
Niektóre obrazy podpisywał w języku francuskim: „Charles Magini-peintre-Fano”
Niektóre obrazy Maginiego przypisywano mylnie Paolo Antonio Barbieriemu (1603–1649) i innym dawnym mistrzom. 
W zbiorach Muzeum Narodowego w Warszawie znajduje się jego obraz zatytułowany „Martwa natura z wazą”.